# Albert Burgh

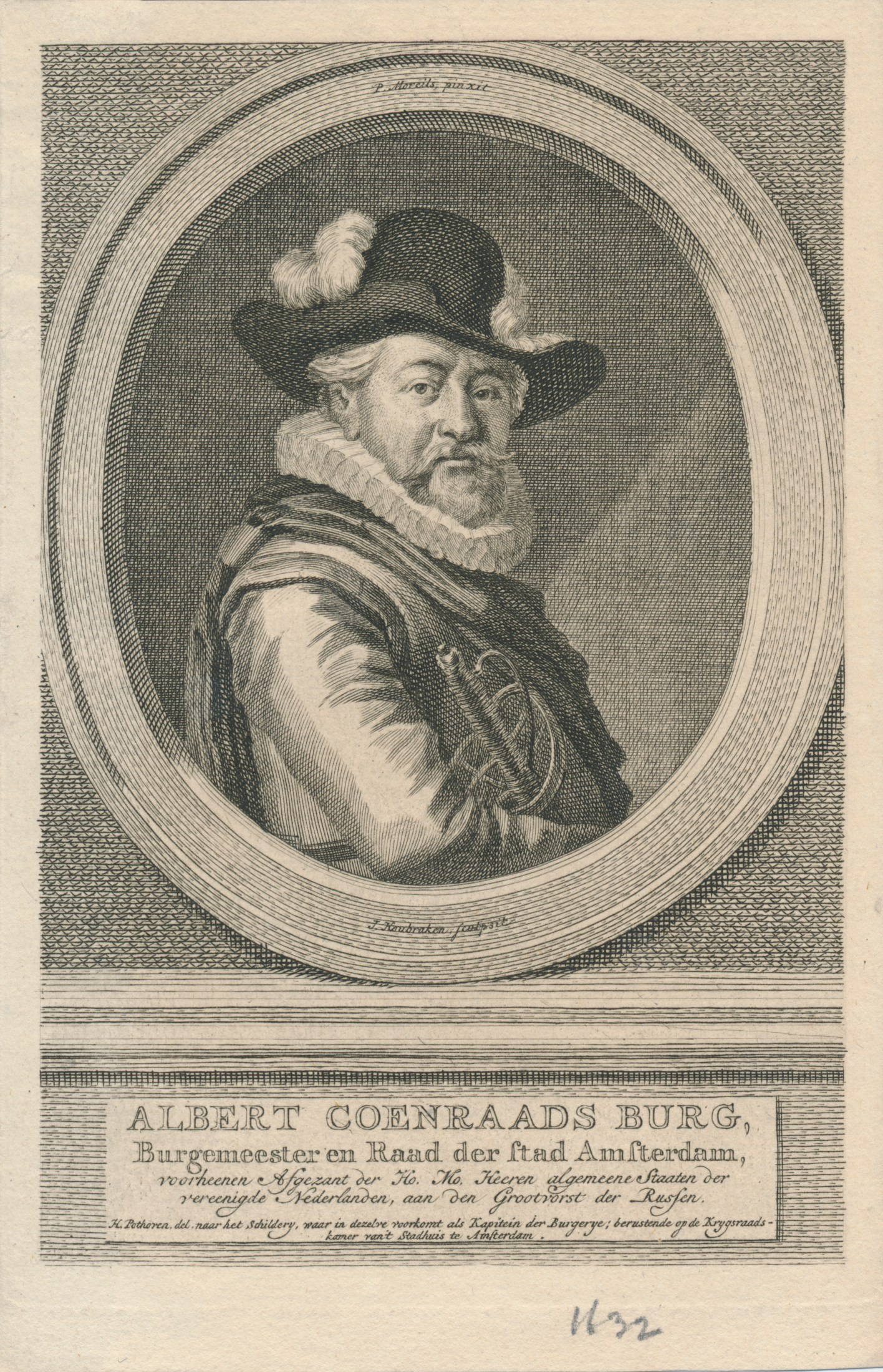
Albert Burgh

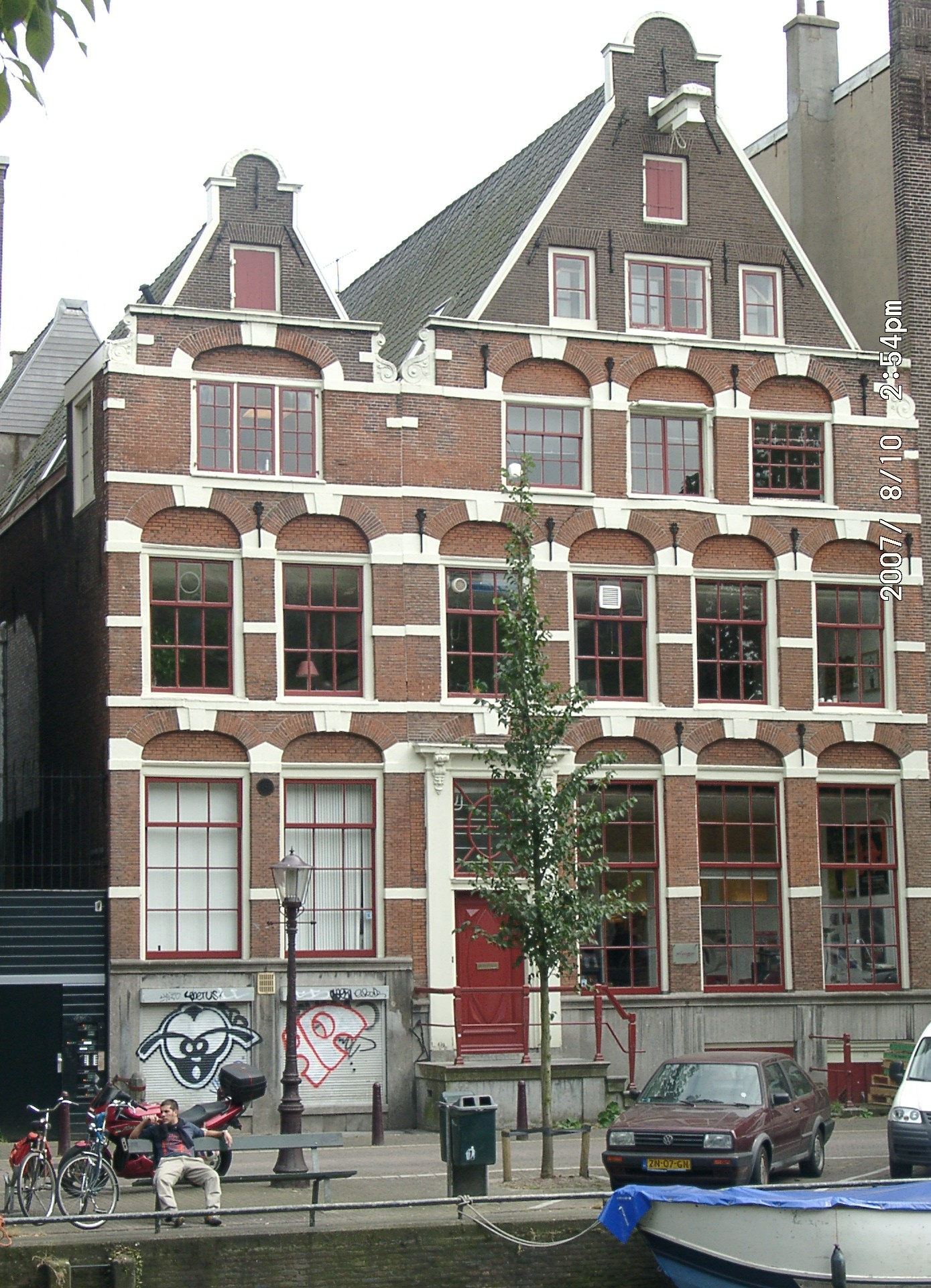
Albert Burghs ehemaliges Wohnhaus am Kloveniersburgwal

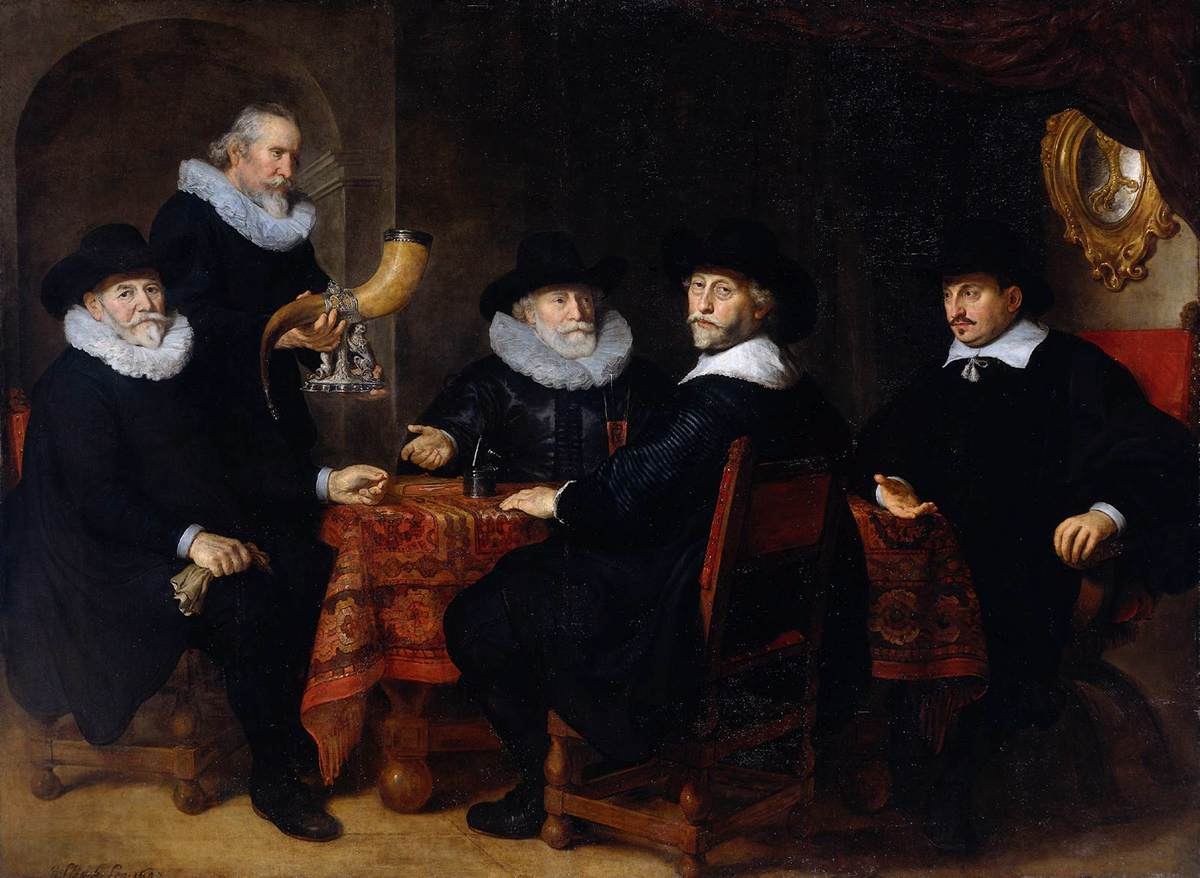
Govaert Flincks Gemälde Vier doelheren der Kloveniersdoelen aus dem Jahre 1642; Personen von links nach rechts: Albert Coenraadsz Burgh, Jan Claesz van Vlooswyck, Pieter Reael, Jacob Willekeur und der kastelein

Albert Coenraadsz Burgh (* 1593 vermutlich in Amsterdam; † 24. Dezember 1647 in Nowgorod) war ein Arzt und Amsterdamer Bürgermeister in der Epoche des Goldenen Zeitalters der Niederlande. Ebenso war er in der Zeit nach Johan van Oldenbarnevelts Ermordung einer der remonstrantischen Führungspersönlichkeiten der Stadt Amsterdam.

## Biografie
Burgh entstammte der reichen Patrizier- und Brauerfamilie Burgh und studierte Medizin an der Universität Leiden. In weiterer Folge wurde er zum Amsterdamer Stadtarzt ernannt.
Nach Johan van Oldenbarnevelts Sturz wurde Burgh von Reinier Pauw als Ersatz für den remonstrantischen gesinnten Jakob de Graeff Dircksz als Ratsherr in die Amsterdamer Stadtregierung aufgenommen. Im Jahr 1631 reiste er als Gesandter der niederländischen Generalstaaten nach Moskau, um mit Zar Michael I. über ein Handelsabkommen, welches den Holländern das Monopol des Kornhandels sichern sollte, zu verhandeln – dieser erste Versuch missglückte aber. Erst eine Lieferung über 2.000 Musketen konnte den russischen Zaren in seiner Meinung umstimmen. In den Jahren 1638 und 1643 wurde Burgh Bürgermeister, und in seinem ersten Amtsjahr hieß er gemeinsam mit Andries Bicker die französische Königsmutter Marie de Medici in der Stadt willkommen.
Am Ende seiner Lebenszeit war Albert Burgh Ratsherr der Staaten von Holland und West Friesland, Präsident der Niederländischen Westindien-Kompanie (WIC), Drost von Muiden sowie Ratsherr der Admiralität von Amsterdam. Als Burgh seine zweite diplomatische Reise nach Moskau antrat, verstarb er am Weihnachtsabend des Jahres 1647 in Nowgorod. Seine sterblichen Überreste wurden nach Amsterdam überstellt. Sein Sohn Coenraad, welcher ihm auf seiner Reise nach Russland begleitet hatte, vermählte sich mit Christina, der Tochter von Pieter Corneliszoon Hooft. Seine Tochter Anna heiratete
Dirck Tulp, den Sohn von Nicolaes, der ihm ebenfalls auf seine Moskauer Reise begleitet hatte.
Albert Burgh – Burghs Enkelsohn, ein Franziskaner in Rom – stand in brieflichem Kontakt mit Baruch Spinoza, eine reichhaltige religiös-philosophische Korrespondenz zeugt von diesem Austausch. Seine Enkelin Elisabeth Velecker (1622–1658) war die Ehegatten von Bürgermeister Cornelis Geelvinck. Ein weiterer Enkelsohn Burghs war Coenraad van Beuningen, der einer der großen holländischen Staatsmänner des 17. Jahrhunderts werden sollte. Coenraad entstammte der Ehe von Geurt van Beuningens Sohn Dirk (1588–1648) und Burghs Schwester Catharina.